# International Police Association

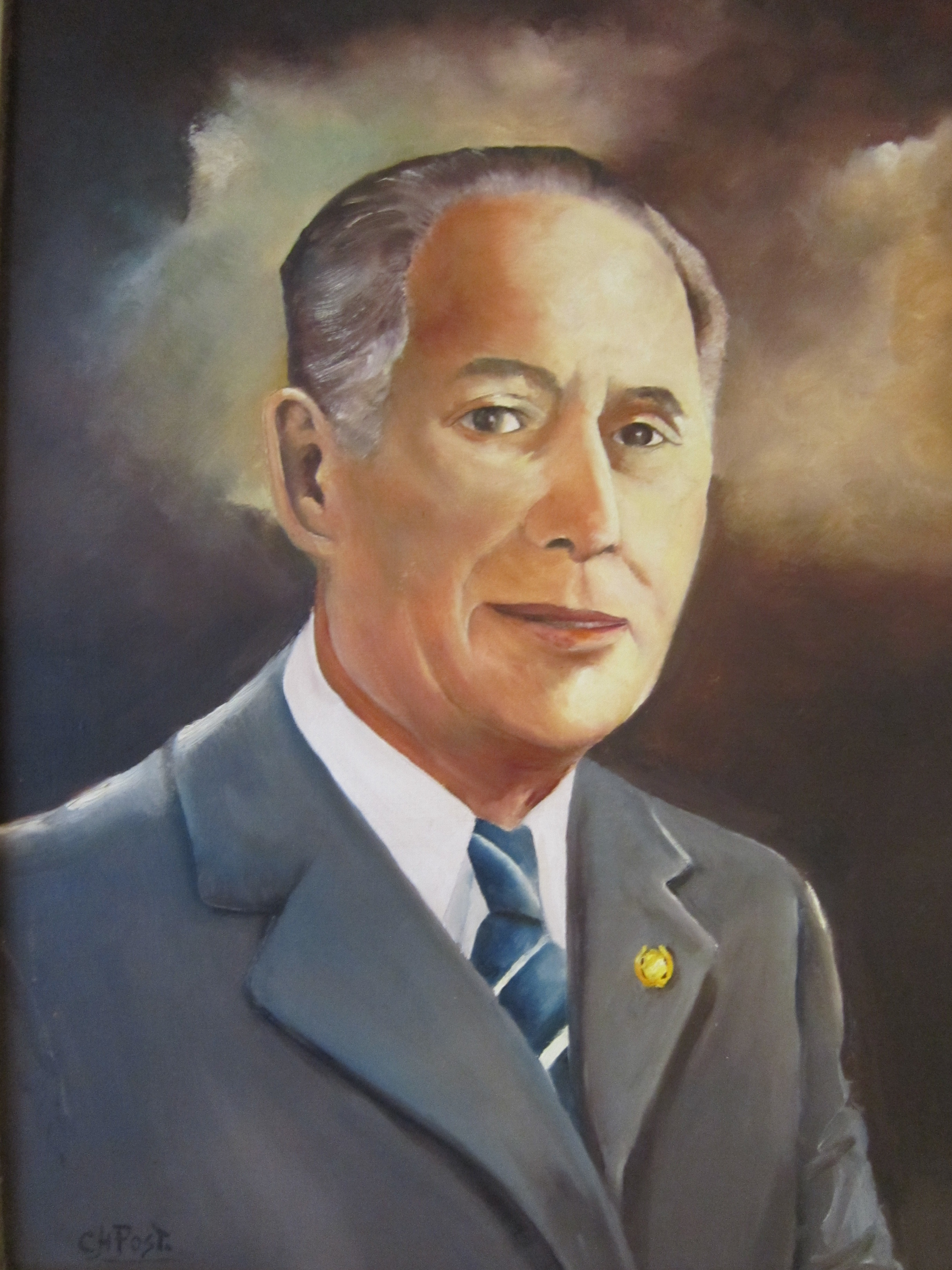
Arthur Troop

A International Police Association (IPA, em português: Associação Internacional de Polícia) é a maior associação mundial de policiais.

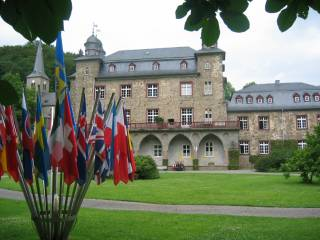
Castelo Gimborn - sede da IPA alemã (Renânia do Norte-Vestfália)

O seu fundador Arthur Troop (1915-2000), um sargento-detetive da polícia britânica, nasceu em Lincoln, no condado inglês de Lincolnshire.
A associação, de natureza privada, foi fundada em 1º de janeiro de 1950 sob o lema em esperanto Servo per Amikeco (servir através da amizade), para criar uma união fraterna e incentivar a cooperação individual entre os policiais do mundo.
Conta, atualmente, com 400.000 mil membros e seções em 61 países. A sua sede internacional situa-se em Chipre, a secretaria-geral em Londres e a tesouraria-geral em Genebra.
É reconhecida pela Organização das Nações Unidas, da qual é órgão consultivo e participa de conferências e atividades relacionadas a assuntos policiais em todos os países.

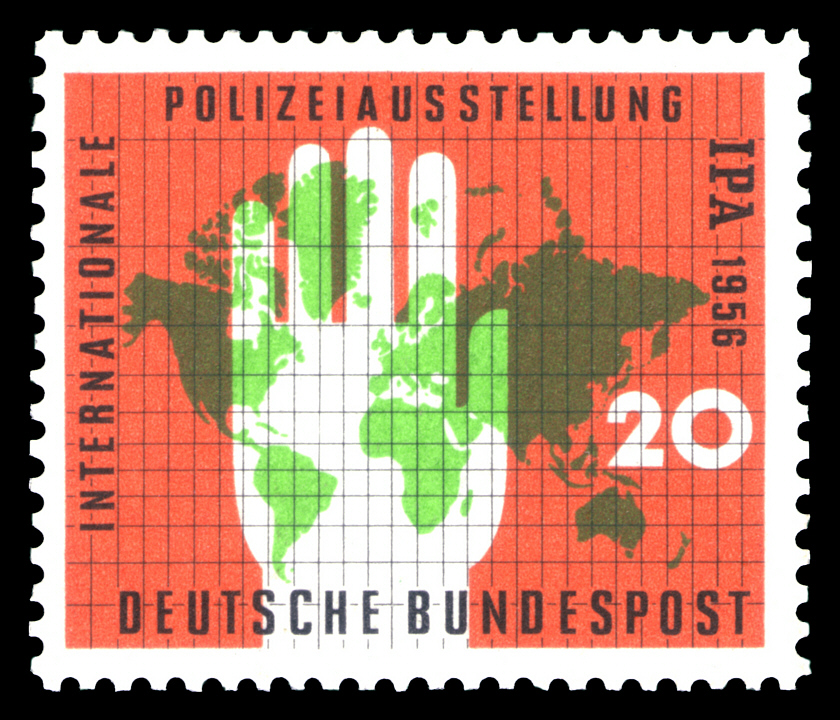
Congresso em Essen - 1956

Promove, anualmente, o seu congresso mundial, em geral, num dos países onde possui seções. Em 1992, realizou-se no Rio de Janeiro - Brasil, a 24th I.E.C. Conference, no Centro de Convenções do Hotel Rio Palace, em Copacabana.